# Étiolles
Étiolles település Franciaországban, Essonne megyében. Lakosainak száma 3100 fő (2022. január 1.). Étiolles Épinay-sous-Sénart, Corbeil-Essonnes, Quincy-sous-Sénart, Saint-Germain-lès-Corbeil, Soisy-sur-Seine, Tigery és Évry-Courcouronnes községekkel határos.

## Népesség
A település népességének változása:
| Lakosok száma | 3169 | 3164 | 3310 | 3161 | 3165 | 3144 | 3114 | 3086 | 3100 |
|               | 2013 | 2015 | 2016 | 2017 | 2018 | 2019 | 2020 | 2021 | 2022 |